# Referendo de 2019 sobre a criação da Região de Sidama
Um referendo sobre a criação da Região de Sidama ocorre em 20 de novembro de 2019 na zona de Sidama, uma das quinze zonas da Região das Nações, Nacionalidades e Povos do Sul, na Etiópia. A população foi requisitada para decidir sobre a criação de uma nova região autónoma, ao mesmo nível que as outras regiões da Etiópia. A criação de tal região é uma reivindicação antiga do povo sidama.
A população aprovou a regionalização com esmagadora maioria, com mais de 98% dos eleitores votando a favor. A gestão do referendo e suas prováveis consequências centrífugas no sistema etnocêntrico da Etiópia foram vistas como um teste crucial para a política de abertura democrática do primeiro-ministro Abiy Ahmed Ali antes da eleição parlamentar de 2021.

## Resultados eleitorais
| Escolha         | Votos     | %     |
| --------------- | --------- | ----- |
| Sim             | 2 225 249 | 98.52 |
| Não             | 33 463    | 1.48  |
| Votos válidos   | 2 258 712 | 99.19 |
| Votos inválidos | 18 351    | 0.81  |
| Total de votos  | 2.277.063 | 100   |
| Comparecimento  | 2.280.147 | 99.86 |